# Ульдурга
Ульдурга́ (рос. Ульдурга) — село у складі Тунгокоченського району Забайкальського краю, Росія. Адміністративний центр Усуглинського сільського поселення.

## Населення
Населення — 250 осіб (2010; 328 у 2002).
Національний склад (станом на 2002 рік):
- росіяни — 99 %